# 1727 год в музыке

## События
- 11 апреля в Лейпциге в Томаскирхе состоялась премьера пассиона Иоганна Себастьяна Баха «Страсти по Матфею» (нем. Matthäus-Passion), BWV 244b (BC D 3a).
- Фаринелли приезжает в Болонью, где берёт уроки у Антонио Бернакки.
- Антонио Страдивари делает скрипки, известные нам как Baron Deurbroucq, Barrere, Benvenuti, Davidoff-Morini, ex-General Dupont, Holroyd, Kreutzer, ex-Reynier or Le Reynier (Hart; ex-Francescatti), Paganini-Conte Cozio di Salabue, Halphen и Vesuvius.
- Иоганн Адольф Хассе прибывает в Венецию.
- Луи Клод Дакен назначен органистом церкви Сен-Поль в Париже.
- Георг Фридрих Гендель написал четыре антема для церемонии коронации британского короля Георга II.
- Агостино Стеффани во дворце кардинала Оттобони в Риме в последний раз встретился с Генделем.
- Шведский композитор Юхан Хельмик Руман назначен придворным капельмейстером.

## Классическая музыка
- Георг Фридрих Гендель — «Садок-Священник» (один из четырёх коронационных антемов).
- Антонио Вивальди — 2 скрипичных концерта и 1 для 2-х скрипок «Цитра» (итал. La cetra), Op. 9, (опубликованы в Амстердаме).

## Опера
- Георг Фридрих Гендель
  - «Адмет, царь Фессалии» (итал. Admeto, re di Tessaglia).
  - «Ричард Первый, король Английский» (итал. Riccardo primo, re d’Inghilterra).
- Антонио Биони —
  - Endimione.
  - Lucio Vero.
  - Attalo ed Arsinoe.
  - Ariodante.
- Леонардо Лео — «Кир признанный» (итал. Il Ciro riconosciuto).
- Бенедетто Марчелло — Arianna.
- Никола Порпора — Ezio.
- Антонио Вивальди —
  - «Фарнак» (итал. Farnace).
  - «Неистовый Роланд» (итал. Orlando furioso).

## Родились
- 25 февраля — Арман-Луи Куперен (фр. Armand-Louis Couperin), французский композитор, органист и клавесинист позднего барокко и раннего классицизма (умер 2 февраля 1789).
- Март — Иоганн Готлиб Гольдберг, немецкий клавесинист, органист и композитор (умер 13 апреля 1756).
- 9 марта — Иоганн Готлиб Преллер (нем. Johann Gottlieb Preller), немецкий землемер, кантор и композитор (умер 21 марта 1786).
- 30 марта — Томмазо Траэтта, итальянский композитор неаполитанской школы (умер 6 апреля 1779).
- 5 апреля — Паскуале Анфосси, итальянский оперный композитор (умер в феврале 1797).
- 29 апреля — Жан Жорж Новерр, французский балетный танцор, хореограф и теоретик балета, считается основоположником современного балета (умер 19 октября 1810).
- 15 июня — Мари Фавар (фр. Marie Favart), французская оперная певица, актриса и танцовщица, жена драматурга Шарля Симона Фавара (умерла 22 апреля 1772).
- Дата неизвестна — Роза Скарлатти (итал. Rosa Scarlatti), итальянская оперная певица, жена композитора Франческо Уттини (умерла в 1775).

## Умерли
- 22 февраля — Франческо Гаспарини (итал. Francesco Gasparini), итальянский композитор и педагог (родился 19 марта 1661).
- Май — Дэниел Розенгрейв (англ. Daniel Roseingrave), ирландский органист и композитор (родился в 1655?).
- 14 августа — Уильям Крофт, английский композитор и органист эпохи барокко (крещён 30 декабря 1678).
- 1 декабря — Иоганн Генрих Буттштетт (нем. Johann Heinrich Buttstett (Buttstedt, Buttstädt)), немецкий органист и композитор, лучший ученик Иоганна Пахельбеля (родился 25 апреля 1666).